# Pessines
Pessines település Franciaországban, Charente-Maritime megyében. Lakosainak száma 799 fő (2022. január 1.). Pessines Chermignac, La Clisse, Luchat, Nieul-lès-Saintes, Saintes, Varzay és Rétaud községekkel határos.

## Népesség
A település népességének változása:
| Lakosok száma | 218  | 406  | 566  | 772  | 772  | 748  | 745  | 774  | 786  | 799  |
|               | 1968 | 1982 | 1990 | 2006 | 2013 | 2015 | 2017 | 2019 | 2020 | 2022 |